# Evangelische Kirche (Laufdorf)

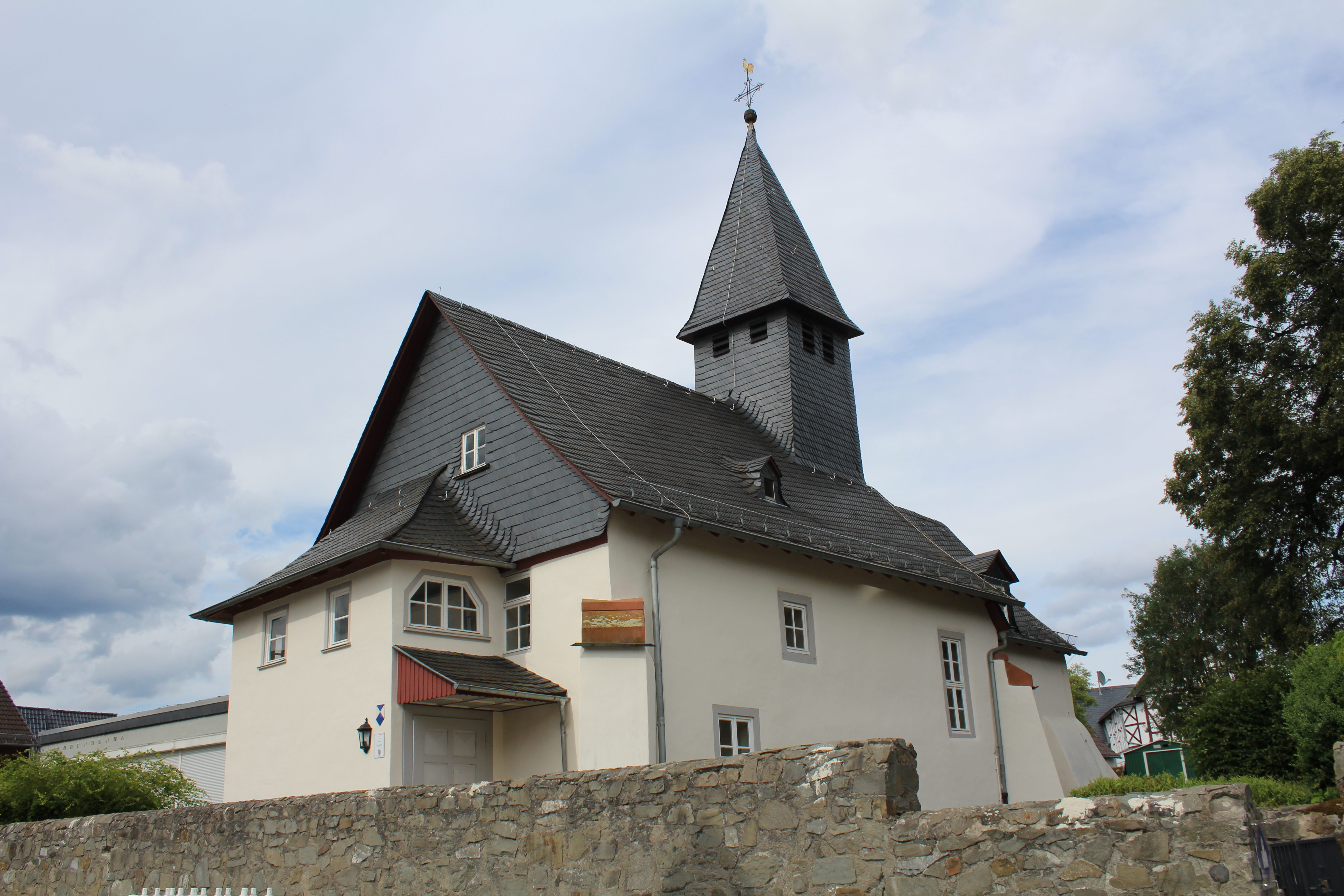
Kirche in Laufdorf von Südwesten

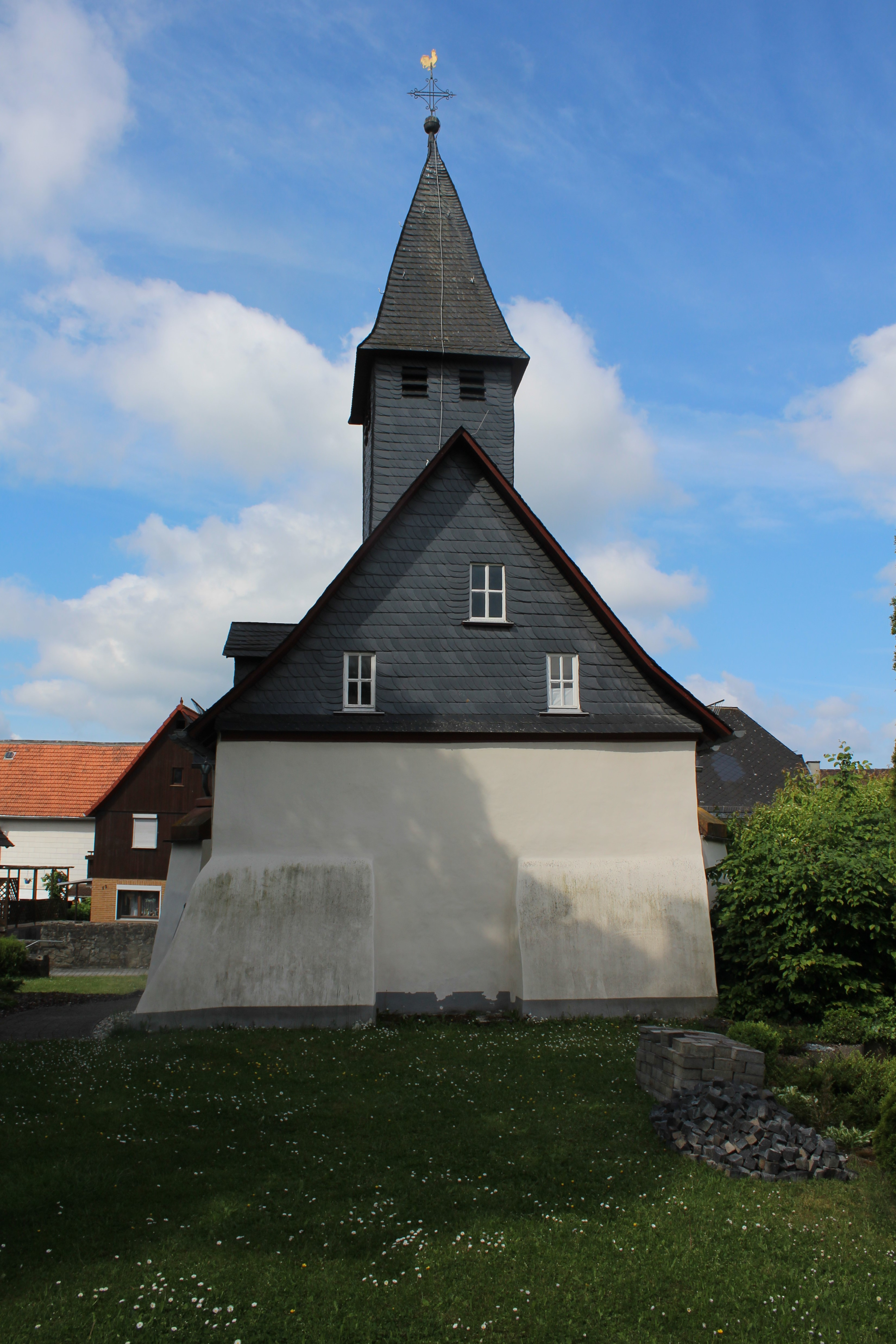
Angebauter Rechteckchor

Die evangelische Kirche im mittelhessischen Laufdorf in der Gemeinde Schöffengrund ist eine Saalkirche, die noch auf  mittelalterliche Zeit zurückgeht. Der eingezogene Rechteckchor wurde wohl gegen Ende des 17. Jahrhunderts angebaut. Das Gebäude ist aufgrund seiner geschichtlichen und städtebaulichen Bedeutung hessisches Kulturdenkmal.

## Geschichte
Ein gesicherter Nachweis für eine Kirche in Laufdorf findet sich im Jahr 1290 mit der Einsetzung eines Pfarrers. Das benachbarte Nauborn war Sendort und hatte 1290 ebenfalls einen Pfarrer. Beide Gemeinden bildeten im späten Mittelalter ein gemeinsames Kirchspiel (1497 und 1526 nachgewiesen), das im Mittelalter zum Archipresbyterat Wetzlar im Archidiakonat St. Lubentius Dietkirchen in der Erzdiözese Trier gehörte. Eine 1307 bezeugte Wedemehufe, ein 1311 genannter Glöckner Vulradus (Volrad) und ein 1317 erwähnter Friedhof weisen auf die Existenz einer Kirche spätestens Ende des 13. Jahrhunderts hin.
Mitte des 16. Jahrhunderts wurde die Reformation eingeführt. Erster evangelischer Pfarrer war Johannes Heymann aus Nauborn (1549–1580). Die Kirchengemeinde wechselte 1582 unter Graf Konrad von Solms-Braunfels zum reformierten Bekenntnis. Während des Dreißigjährigen Krieges war der Ort unter den Spaniern einige Jahre katholisch (1626–1632), bis die Schweden wieder die Rückkehr zum reformierten Glauben ermöglichten. Die abziehenden Spanier brannten das Dorf 1629 ab; nur die Kirche und drei Häuser blieben erhalten. Im Glockenstuhl finden sich noch Brandspuren aus dieser Zeit.
Wahrscheinlich am Ende des 17. Jahrhunderts wurde der Rechteckchor mit Dachreiter angebaut und der Eingang von der Süd- an die Westseite verlegt. Bei der Erneuerung des Außenputzes im Jahr 1956 wurden an der Nord- und Südseite des Langhauses vermauerte Portale entdeckt. Bereits 1949 schaffte die Kirchengemeinde eine neue Glocke und ein neues Uhrwerk an und ließ den Dachreiter renovieren. 1955 wurde das Dach neu geschiefert und der Wetterhahn erneuert. 1956 folgte eine Außenrenovierung der Kirche. An der Stelle des alten Schulhauses, nördlich der Kirche, wurde ein Gemeindehaus errichtet und 1968 eingeweiht. Im Zuge einer Innenrenovierung in den Jahren 2014/2015 wurden die Kirchenbänke im unteren Bereich durch Stühle und der Holzboden durch Sandsteinplatten ersetzt.
Obwohl die Kirchengemeinden Nauborn und Laufdorf pfarramtlich verbunden waren, tagten die Presbyterien ab 1838 getrennt voneinander. Seit 1975 gab es wieder gemeinsame Sitzungen. Im Jahr 2020 fusionierten die Gemeinden Nauborn (1600 Mitglieder) und Laufdorf (900 Mitglieder). Die vereinigte Kirchengemeinde ist evangelisch-reformiert und gehört zum Evangelischen Kirchenkreis an Lahn und Dill in der Evangelischen Kirche im Rheinland.

## Architektur

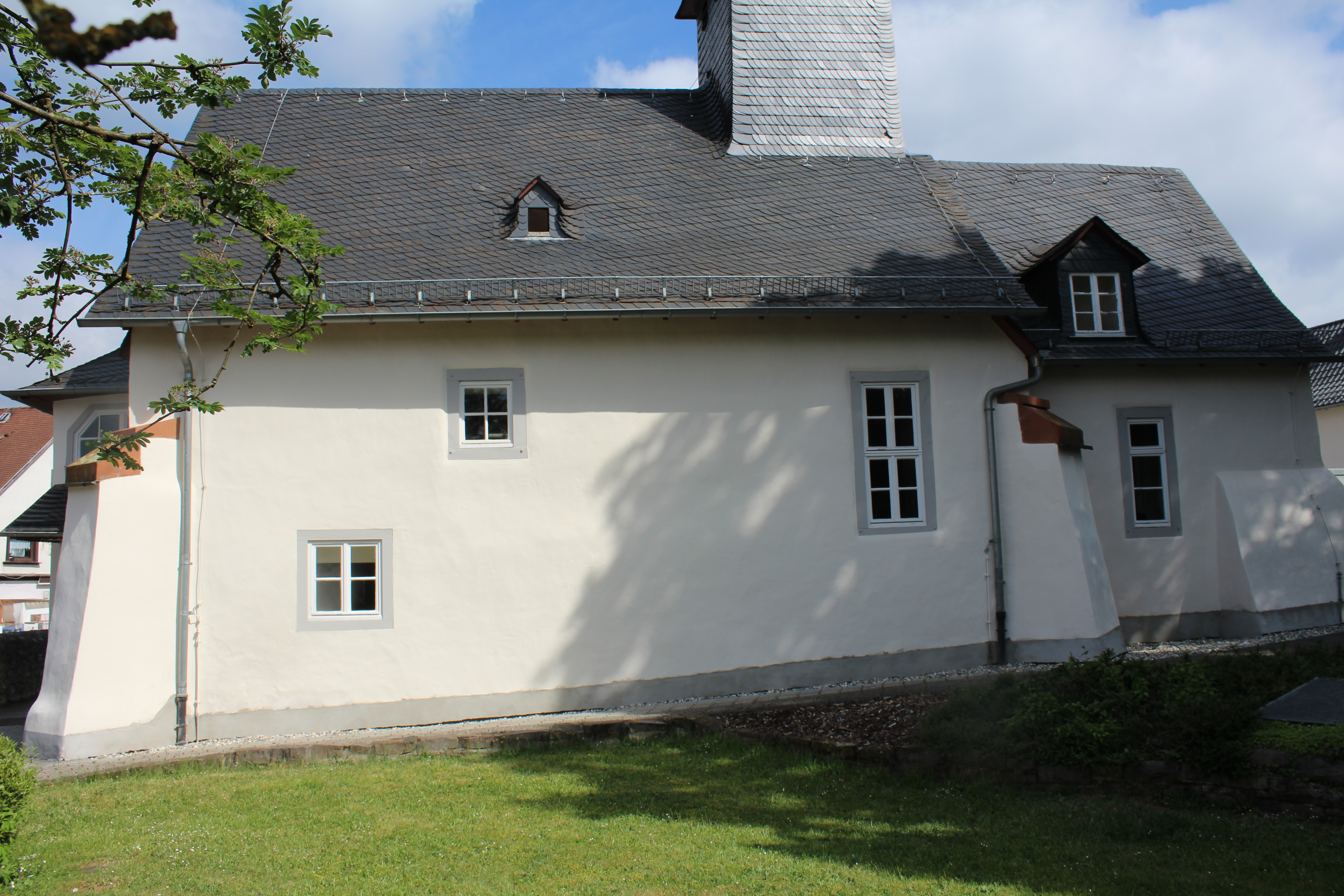
Südseite

Der nicht exakt geostete, sondern nach Ost-Nordost ausgerichtete, weiß verputzte Saalbau ist im Ortszentrum errichtet. Er wird von einem Kirchhof umgeben, dessen Mauern mehrfach erneuert wurden. Das Gotteshaus stammt im Wesentlichen noch aus mittelalterlicher Zeit, wurde aber umgebaut. An den vier Ecken stützen abgeschrägte Strebepfeiler das Langhaus. In die Langseiten sind verschiedenförmige Fenster in unterschiedlicher Höhe eingelassen. Die Giebeldreiecke der beiden Schmalseiten sind verschiefert. Der Rechteckchor wurde wohl Ende des 17. Jahrhunderts angebaut. Er ist gegenüber dem Langhaus eingezogen und niedriger und wird durch kleine Rechteckfenster belichtet. An der Ostseite hat er zwei breite, geböschte Strebepfeiler. Im Inneren öffnet ein großes Viereck den um eine Stufe erhöhten Chor zum Schiff. Die Öffnung wird durch einen Querunterzug gestützt, der auf zwei Freisäulen ruht. Das zweiflügelige, eisenbeschlagene barocke Westportal mit hölzernem Gewände wird wie in Niederquembach von zwei holzgeschnitzten Pilastern flankiert. Um 1900 erhielt das Portal einen Vorbau, der als Windfang dient.
Der verschieferte Dachreiter ist dem Satteldaches am östlichen Ende aufgesetzt. Über dem quadratischen Schaft, in dem kleine rechteckige Schallöffnungen eingelassen sind, erhebt sich ein Zeltdach. Es wird von einem Turmknauf, einem Kreuz und einem vergoldeten Wetterhahn bekrönt. Die Glockenstube beherbergt zwei Glocken. Die ältere Johannes-Glocke goss Dilman Schmid im Jahr 1699. Eine Glocke von 1817 wurde 1844 ersetzt, musste 1917 aber zu Kriegszwecken abgeliefert werden. Die Ersatzglocke von 1924 trug dieselbe Inschrift wie die Vorgängerglocke und wurde im Zweiten Weltkrieg abgetreten. Die Gemeinde schaffte 1949 eine neue Glocke von Rincker an. Sie trägt als Inschrift den Heilandsruf „KOMMT HER ZU MIR ALLE, DIE IHR MÜHSELIG UND BELADEN SEID, ICH WILL EUCH ERQUICKEN!“ aus Mt 11,28 .

## Ausstattung

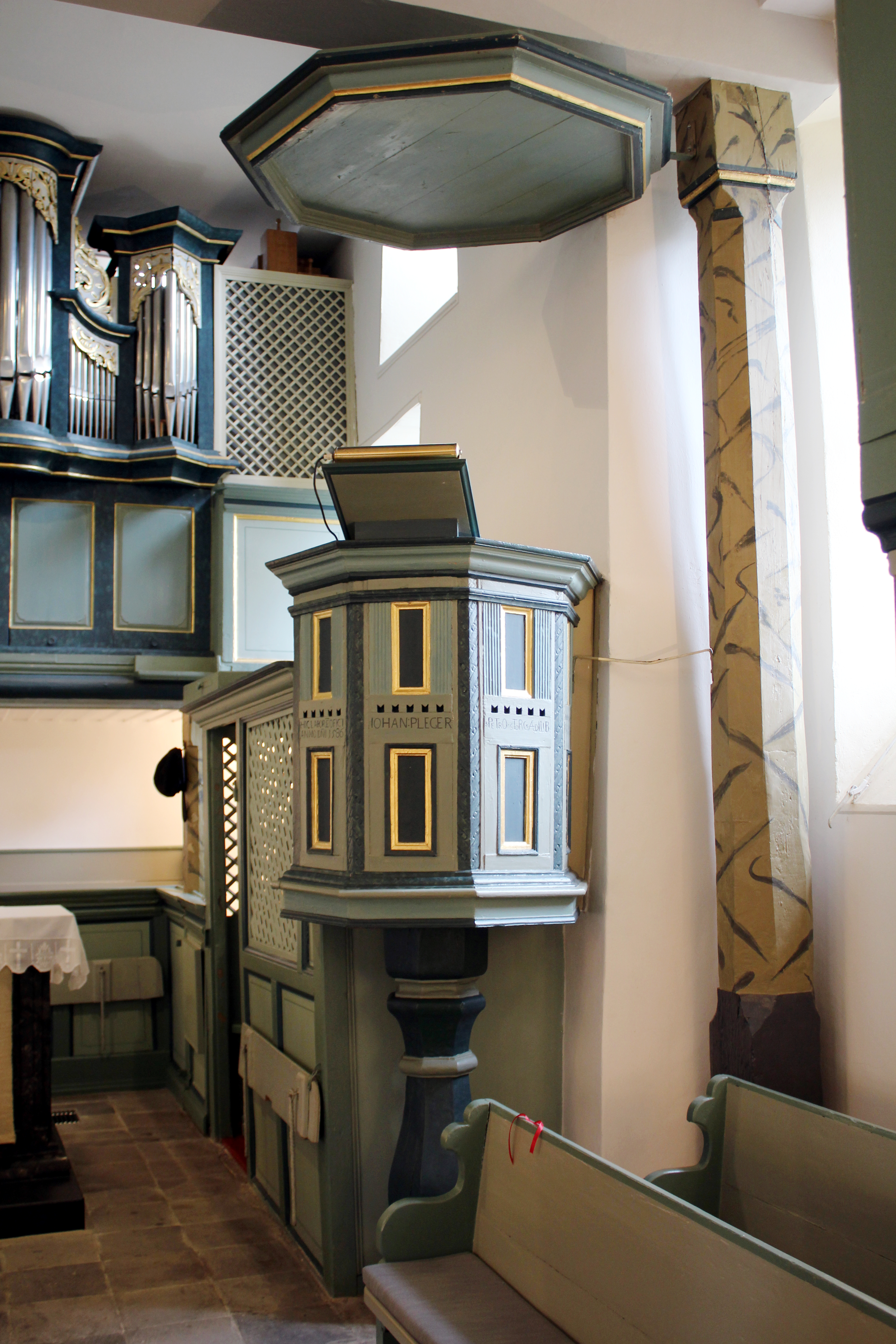
Kanzel

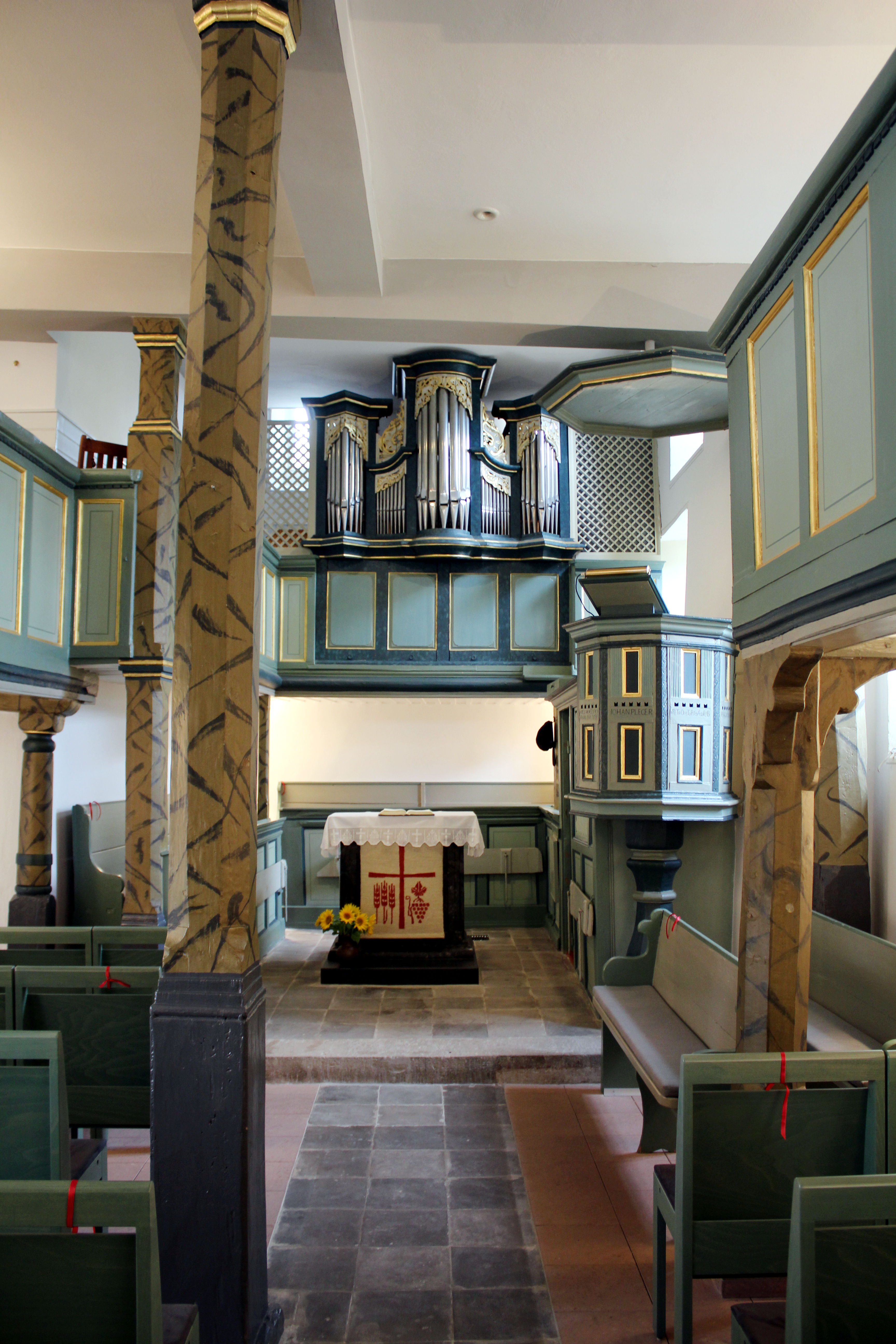
Innenraum Richtung Osten

Im Inneren ruht die Flachdecke auf drei Längsunterzügen, deren mittlerer von zwei polygonalen, marmoriert bemalten Pfosten gestützt wird. In das Langhaus ist eine dreiseitig umlaufende Empore des 17. Jahrhunderts eingebaut, die aber nicht bis an die Ostwand heranreicht. Ihre viereckigen kassettierten Füllungen haben vergoldete Profile. Die Ostempore dient als Aufstellungsort für die Orgel und wurde wohl zusammen mit ihr eingebaut. Der Fußboden ist mit roten Sandsteinplatten belegt.
Die hölzerne Kirchenausstattung wird von Grüntönen beherrscht, die durch vergoldete Profile abgesetzt sind. Die polygonale, hölzerne Kanzel aus der Renaissance datiert von 1586 und wurde von Adam Schuler aus Biel gefertigt. Zwischen den zweizonigen, hochrechteckigen, kassettierten Füllungen der Kanzelfelder ist eine lateinische Intarsien-Inschrift angebracht. Die fünf Felder wurden offensichtlich durch einen lateinunkundigen Handwerker in der falschen Reihenfolge 3 – 1 – 4 – 5 – 2 angeordnet. Richtig lautet die Inschrift: „HIC LABOR E(ST) OF(F)IC(I)T(UR) ANNO D(OMI)NI 1586 / PER ADAM(UM) SCHU / LER ARCULAR(UM) BILENS(EM) / JOHAN(NE) P(F)LEGER / & PETRO STORCK AEDILIB(US)“ („Dieses Werk ist gefertigt im Jahr des Herrn 1586 durch Adam Schuler, Schreiner von Biel. Johannes Pfleger und Petrus Storck, Bauherren“). Der Kanzelkorb ruht auf einem achteckigen Fuß. Zur Form des Kanzelkorbs fügt sich ein achteckiger Schalldeckel. An der südlichen Chorwand schließt sich ein Pfarrstuhl an, der im oberen Teil durchbrochenes Rautenwerk hat und den Treppenaufgang zur Kanzel verbirgt. Die Gemeinde schaffte Ende des 18. Jahrhunderts einen Altar aus schwarzem Lahnmarmor an. Das Kirchengestühl, das einen Mittelgang freilässt, ist mit der Jahreszahl 1682 bezeichnet.

## Orgel

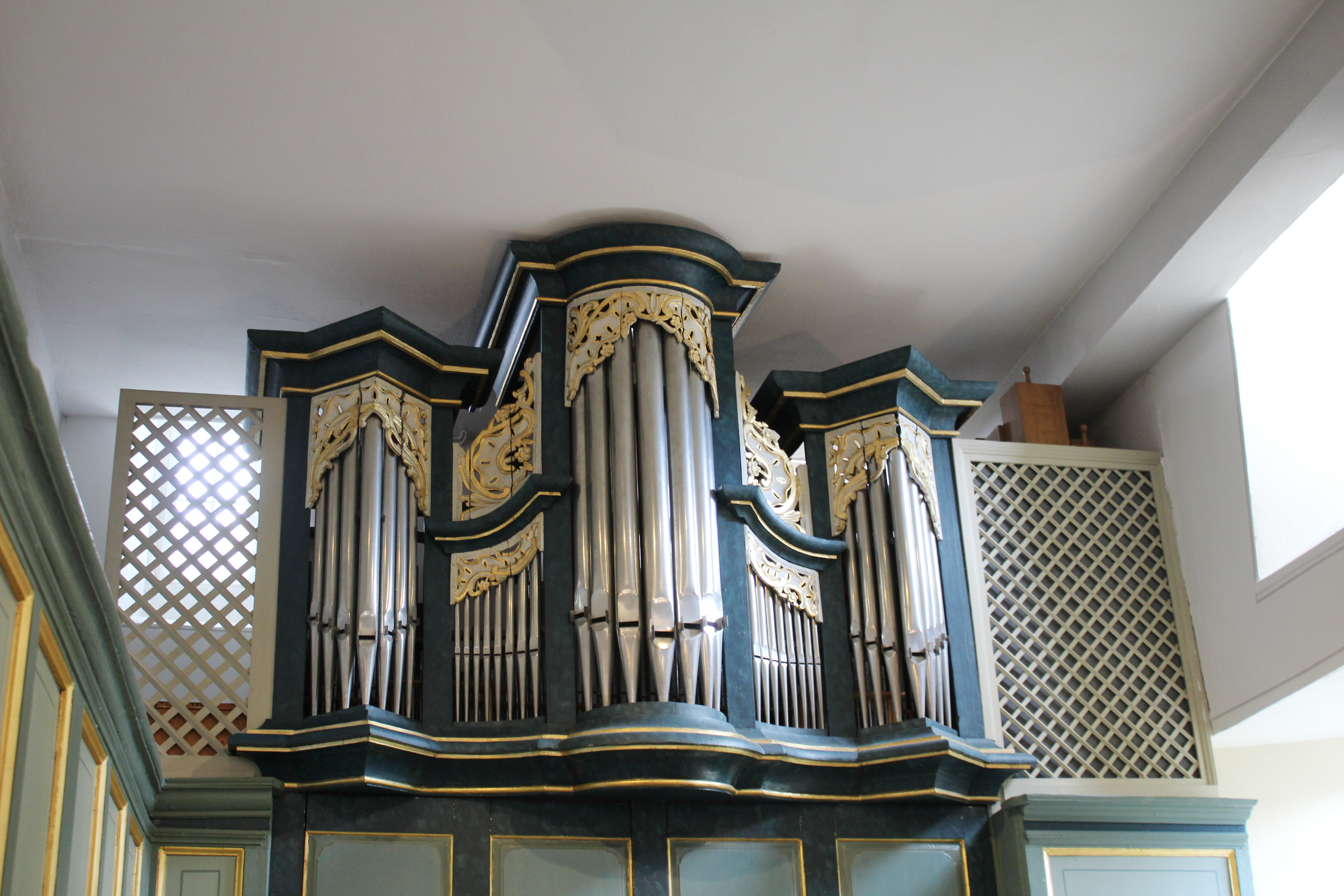
Orgelprospekt von 1776

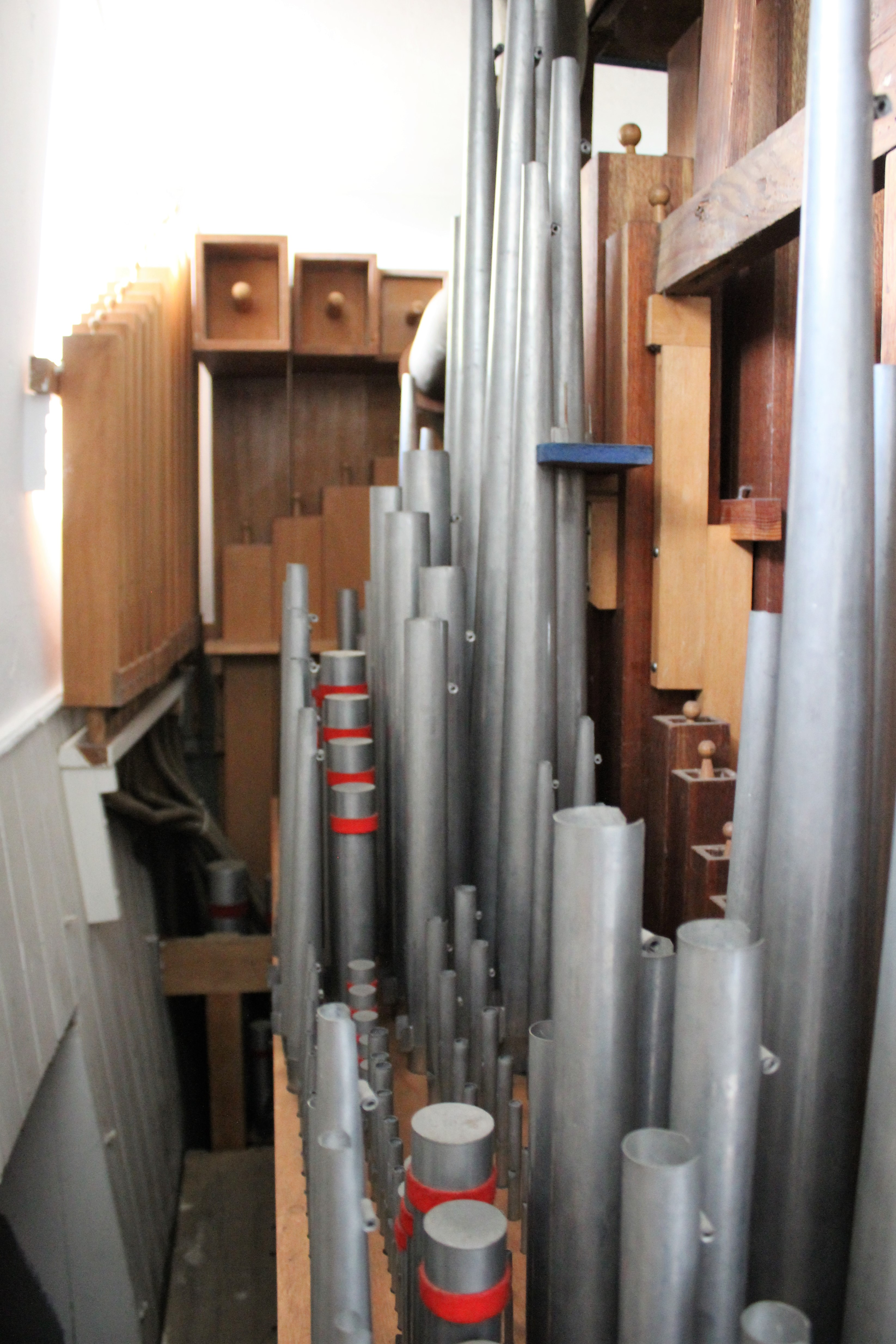
Blick ins Pfeifenwerk

Johann Andreas Heinemann baute 1776 eine neue Orgel an, deren fünfteiliger Prospekt erhalten ist. Ein überhöhter runder Mittelturm wird von zwei Harfenfeldern flankiert, an die sich außen zwei Spitztürme anschließen. Hinter den barocken Prospekt, der ähnlich wie der in der Ev. Kirche Freienseen gestaltet ist, baute Günter Hardt im Jahr 1967 eine zweimanualige Orgel mit zehn Registern. Die Disposition lautet wie folgt:
| I Manual C–g3   |                |
| Gedackt         | 8′             |
| Gemshorn        | 4′             |
| Hohlflöte       | 2′             |
| Sesquialtera II | 2 ⁄3′ + 1 3⁄5′ |

| II Manual C–g3 |       |
| Rohrflöte      | 8′    |
| Prinzipal      | 4′    |
| Oktave         | 2′    |
| Mixtur III–IV  | 1 ⁄3′ |
| Tremulant      |       |

| Pedal C–d1 |     |
| Subbaß     | 16′ |
| Pommer     | 4′  |

- Koppeln: II/I, I/P, II/P